# Libertia sessiliflora
Libertia sessiliflora (Poepp.) Skottsb. – gatunek rośliny należący do rodziny kosaćcowatych (Iridaceae Juss.). Występuje naturalnie w Ameryce Południowej.

## Rozmieszczenie geograficzne
Rośnie naturalnie w Chile w regionach Valparaíso, Metropolitana, Libertador, Maule i Biobío.

## Morfologia
ŁodygaDorasta do 100 cm wysokości.
LiścieCałobrzegie.
KwiatyObupłciowe. Posiadają 3 pręciki z żółtymi pylnikami. Mają po 6 płatków o błękitnej barwie.
OwoceTrójkomorowa torebka.

## Biologia i ekologia
Bylina. Występuje na obszarach przybrzeżnych.

## Zastosowanie
Gatunek bywa uprawiany jako roślina ozdobna.